# Digitaler Portraitindex

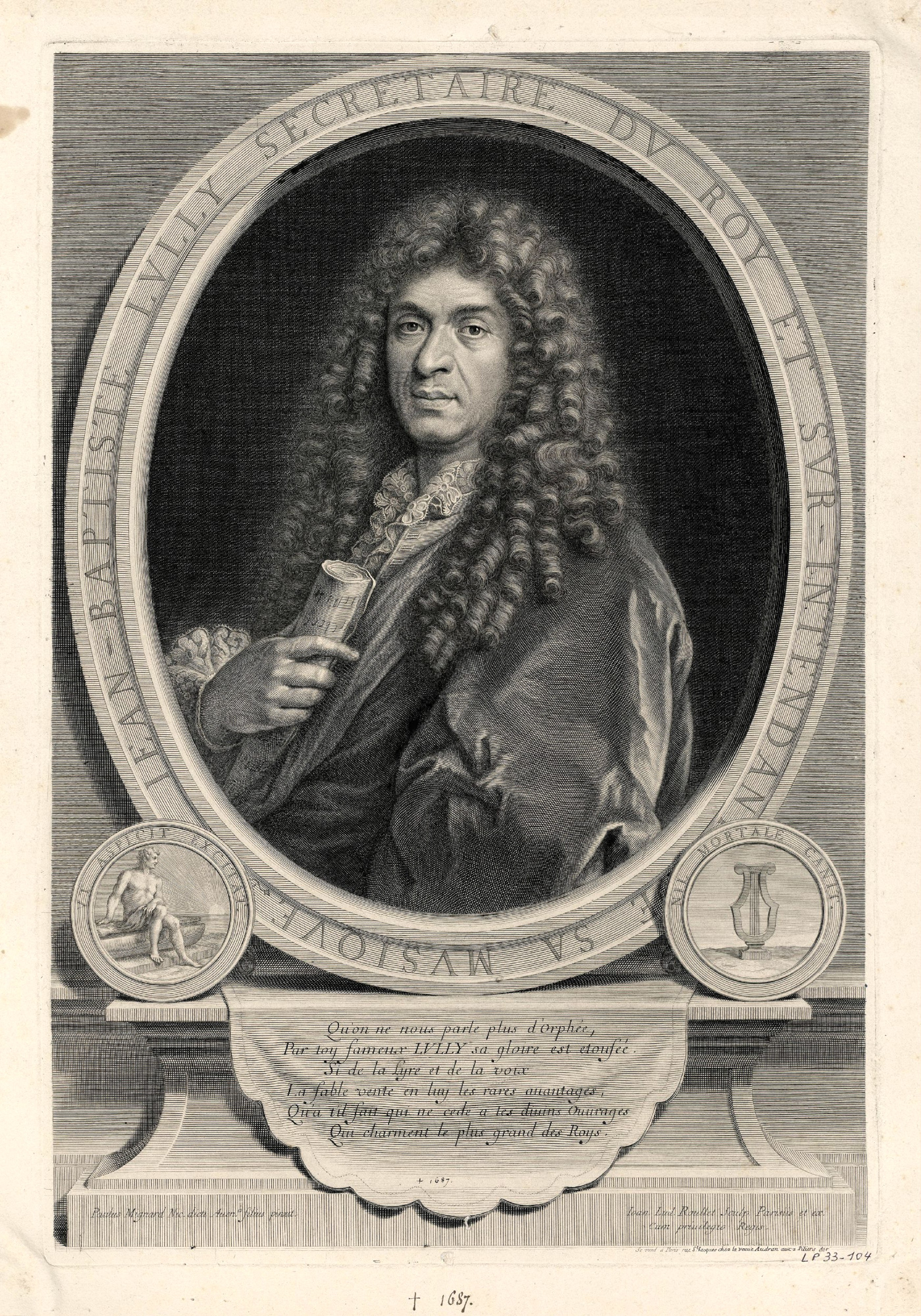
Jean-Louis Roullet (1645–1699) nach Nicolas Mignard (1606–1668), 17. Jh., Kupferstich, 56,2 × 40,3 cm, Schloss Versailles, INV.GRAV.LP 33.104.1

Der Digitale Portraitindex druckgraphischer Bildnisse der Frühen Neuzeit ist ein Webportal, das den ortsunabhängigen und kostenfreien Online-Zugang zu druckgrafischen Porträts der Frühen Neuzeit aus bedeutenden Sammlungen im deutschen Sprachraum erlaubt. Das Projekt startete im Jahr 2009. Am 23. Juni 2011 ist das Portal offiziell online gegangen.

## Portal
Ziel des Portals ist die sammlungsübergreifende systematische Erschließung und Online-Publikation von über 275.000 druckgrafischen Porträts aus zwölf bedeutenden öffentlichen Sammlungen und Bibliotheken. Für die Kulturwissenschaften bietet der Digitale Portraitindex ein modernes Instrument zur Erforschung einer der wichtigsten Kunstgattungen der Frühen Neuzeit, unter Berücksichtigung weitreichender kunst- und sozialwissenschaftlicher Fragestellungen. Der Portraitindex bietet unter einer einheitlichen Benutzeroberfläche den freien Zugang zu Beschreibungen und digitalen Bildern frühneuzeitlicher Porträts aus mehreren wissenschaftlichen Bibliotheken und Museen in Deutschland und Österreich. Das Portal macht derzeit Datensätze und digitale Abbildungen zu rund 285.000 Porträts verfügbar (Stand: Mai 2020). Bestandsübersichten, sortiert nach Sammlungen und deren Standorten, bieten Orientierung über die Porträt-Bestände in Deutschland, aber auch der angebundenen Nationalbibliothek in Österreich. Moderne Datentechnologien, verbunden mit einer standardisierten Dokumentation, erlauben eine strukturierte Suche, etwa nach Künstlern oder nach dargestellten Personen und deren Adelstiteln oder Berufen. Die druckgrafischen Blätter werden in hochauflösenden Scans präsentiert.

## Träger
Träger des Portals ist das Bildarchiv Foto Marburg in Kooperation mit der Staatsbibliothek zu Berlin, den Kunstsammlungen der Veste Coburg, der Deutschen Nationalbibliothek Frankfurt am Main (DNB), dem Gleimhaus Halberstadt, der Universitätsbibliothek Leipzig, der Staatlichen Graphischen Sammlung München, dem LWL-Museum für Kunst und Kultur – Westfälisches Landesmuseum Münster, dem Germanischen Nationalmuseum Nürnberg (GNM), der Österreichischen Nationalbibliothek Wien (ÖNB) und der Herzog August Bibliothek Wolfenbüttel (HAB). Das Deutsche Buch- und Schriftmuseum der DNB in Leipzig, die Universitäts- und Stadtbibliothek Köln und die Universitätsbibliothek Heidelberg sind assoziierte Partner. Die Entwicklung und der Ausbau des Portraitindex werden von der Deutschen Forschungsgemeinschaft (DFG) unterstützt.